# Парламентские выборы в Македонии (2011)
Парламентские выборы в Республике Македонии прошли 5 июня 2011 года, на год раньше намеченного срока.

## Общие сведения
Выборы были назначены после того, как 15 апреля 2011 года парламенту был вынесен вотум недоверия, и он был распущен. На выборах было избрано 123 депутата Собрания — 120 в шести многомандатных избирательных округах и три — за границей. Отдельные места для избирателей за пределами страны были введены впервые.
В голосовании приняли участие 1835 тыс. избирателей, для которых были открыты 2976 участков. За ходом выборов наблюдали 235 представителей БДИПЧ ОБСЕ, 47 — ПА ОБСЕ, 20 — Еврокомиссии, 16 — Совета Европы, а также сотрудники посольств — всего около восьми тысяч местных и международных наблюдателей. Явка составила 53,8%.

## Результаты
| Партия                                   | Голосов          | Мест | Δ       |
| ---------------------------------------- | ---------------- | ---- | ------- |
| ВМРО—ДПМНЕ с союзниками                  | 438 138 (38,98%) | 56   | ▼ 7     |
| Социал-демократический союз с союзниками | 368 496 (32,78%) | 42   | ▲ 18    |
| Демократический союз за интеграцию       | 115 092 (10,24%) | 15   | ▼ 3     |
| Демократическая партия албанцев          | 66 315 (5,9%)    | 8    | ▲ 1     |
| Национально-демократическое возрождение  | 29 996 (2,67%)   | 2    | Впервые |
| ВМРО—Народная партия                     | 28 217 (2,51%)   | 0    | ▬       |
| Новая демократия                         | 19 958 (1,78%)   | 0    | ▼ 4     |
| Объединение за Македонию                 | 17 081 (1,52%)   | 0    | ▬       |
| Либерально-демократическая партия        | 16 551 (1,47%)   | 0    | ▼ 4     |